# نوستالژی (آلبوم چندآهنگه ویکتون)
نوستالژی (انگلیسی: Nostalgia) پنجمین آلبوم چندآهنگه از گروه پسرانه اهل کره جنوبی ویکتون است که در ۴ نوامبر ۲۰۱۹ توسط پلی ام انترتینمنت منتشر و توسط کاکائو انترتینمنت توزیع شد.